# مينوما-كو
مينوما-كو (باليابانية: 見沼区) هو حي في اليابان، يقع في سايتاما، سايتاما، بلغ عدد سكانه 163,123 نسمة وذلك حسب إحصائيات سنة 2018، تبلغ مساحته 30.69 كيلومتر مربع.

## التقسيمات الإدارية
- Higashiōmiya  [لغات أخرى]‏
- Horisakichō  [لغات أخرى]‏
- Kofukasaku  [لغات أخرى]‏
- Fukasaku  [لغات أخرى]‏
- Marugasaki  [لغات أخرى]‏
- Miyagayatō  [لغات أخرى]‏
- Ōya  [لغات أخرى]‏
- Niizutsumi  [لغات أخرى]‏
- Hasunuma  [لغات أخرى]‏
- Higashimiyashita  [لغات أخرى]‏
- Higashimonzen  [لغات أخرى]‏
- Hizako  [لغات أخرى]‏
- Futtono  [لغات أخرى]‏.